# Walter Leandro Capeloza Artune
Walter Leandro Capeloza Artune (Jaú, São Paulo, 18 de novembro de 1987), mais conhecido como Walter, é um jogador de futebol brasileiro que atua como goleiro. Atualmente joga pelo Mirassol

## Carreira

### Início
Walter começou sua carreira profissional pelo Rio Branco, em 2007. O goleiro rodou por equipes dos interiores gaúcho e paulista até se destacar no União Barbarense, pelo Campeonato Paulista 2013.

### Corinthians
Após o término do Campeonato Paulista 2013, foi contratado pelo Corinthians até 2014. Fez sua estreia, pelo clube alvinegro, no dia 19 de outubro de 2013, em uma vitória por 1-0, contra o Criciúma, no estádio Novelli Junior, pelo Campeonato Brasileiro 2013.
Em 02 de fevereiro de 2014, Walter renovou seu contrato até 2017.
Em 2015, fez parte do elenco campeão do Campeonato Brasileiro.
No ano de 2016, após queda de rendimento de Cássio, Walter, acabou assumindo a meta alvinegra por um período.
Em 2017, a diretoria resolveu renovar o contrato de Walter, devido as convocações de Cássio para a seleção brasileira e pela qualidade do goleiro. Fez parte do elenco campeão do Campeonato Paulista e do Campeonato Brasileiro.
Em 2018, fez parte do elenco bicampeão do Campeonato Paulista.
Em 2019, após ser revelado que Walter não teria seu contrato renovado, a diretoria voltou atrás e resolveu renovar o vínculo. No entanto, ele permaneceu com seu contrato até o fim de 2019 para, no início de 2020, assinar o novo vínculo até o fim de 2021. Fez parte do elenco tricampeão do Campeonato Paulista.
Em 2020, completou 7 anos de clube, fazendo boas partidas ao longo dos anos e sempre tendo o respeito e carinho da fiel torcida. No dia 15 de Outubro, após ficar cerca de 7 meses sem atuar, voltou em duelo contra o Athletico Paranaense, durante suspensão de Cássio, por expulsão na partida anterior, contra o Ceará. Foi considerado o craque da partida.
No dia 2 de março de 2021, se despediu do clube paulista, após quase 8 anos.

### Cuiabá
No dia 2 de março de 2021, acertou o seu empréstimo para o Cuiabá até o final do ano quando encerra seu vínculo com o Corinthians. Deve assinar um vínculo de dois anos com o clube do Mato Grosso. No dia 4 de março de 2021, foi oficialmente apresentado. Fez a sua estreia pelo clube Mato-Grossense, no dia 12 de março de 2021, em uma vitória por 3-1 contra o Operário de Várzea Grande, na Arena Pantanal, pelo Campeonato Mato-Grossense 2021.
Em 15 de março de 2023, Walter completou 100 jogos pelo Cuiabá no jogo contra o Vila Nova, 2 a 0, pelo primeiro jogo das quartas de final da Copa Verde.. Ele que já é o goleiro recordista de participações com a camisa do Cuiabá.

## Títulos
XV de Jaú
- Campeonato Paulista Sub-20: 2005

Corinthians
- Campeonato Brasileiro: 2015 e 2017
- Campeonato Paulista: 2013, 2017, 2018 e 2019
- Recopa Sul-Americana: 2013

Cuiabá
- Campeonato Mato-Grossense: 2021, 2022, 2023 e 2024